# Wellington—Dufferin—Simcoe
Pour les articles homonymes, voir Wellington (homonymie), Dufferin et Simcoe (homonymie).
Circonscription électorale fédérale du Canada
Wellington—Dufferin—Simcoe (brièvement connue sous le nom de Dufferin—Wellington) est une circonscription électorale fédérale de l'Ontario, représentée de 1979 à 1988.
La circonscription de Wellington—Dufferin—Simcoe est vcréée en 1977 avec des parties de Halton, Peel—Dufferin—Simcoe et Wellington—Grey—Dufferin—Waterloo. Abolie en 1987, elle est redistribuée parmi Guelph—Wellington, Perth—Wellington—Waterloo, Simcoe-Centre, Wellington—Grey—Dufferin—Simcoe et York—Simcoe.

## Géographie
En 1976, la circonscription de Guelph—Wellington comprenait:
- Le comté de Dufferin
- Une partie du comté de Simcoe
  - Les cantons d'Adjala (en) et de Tosorontio (en)
  - La ville d'Alliston
- Une partie du comté de Wellington
  - Les cantons d'Arthur, Erin, Maryborough, Minto, Nichol, Peel, West Garafraxa et West Luther
  - Les villes de Mount Forest (en) et de Palmerston

## Députés
| Législature | Années                                                                                         | Député                                                                                         | Député                                                                                         | Parti                                                                                          |
| Brampton—Georgetown issue de Halton, Peel—Dufferin—Simcoe et Wellington—Grey—Dufferin—Waterloo                                 | Brampton—Georgetown issue de Halton, Peel—Dufferin—Simcoe et Wellington—Grey—Dufferin—Waterloo | Brampton—Georgetown issue de Halton, Peel—Dufferin—Simcoe et Wellington—Grey—Dufferin—Waterloo | Brampton—Georgetown issue de Halton, Peel—Dufferin—Simcoe et Wellington—Grey—Dufferin—Waterloo | Brampton—Georgetown issue de Halton, Peel—Dufferin—Simcoe et Wellington—Grey—Dufferin—Waterloo |
| --- | ---------------------------------------------------------------------------------------------- | ---------------------------------------------------------------------------------------------- | ---------------------------------------------------------------------------------------------- | ---------------------------------------------------------------------------------------------- |
| 31e | 1979–1980                                                                                      |                                                                                                | Perrin Beatty                                                                                  | Progressiste-conservateur                                                                      |
| 32e | 1980–1984                                                                                      |                                                                                                | Perrin Beatty                                                                                  | Progressiste-conservateur                                                                      |
| 33e | 1984–1988                                                                                      |                                                                                                | Perrin Beatty                                                                                  | Progressiste-conservateur                                                                      |
| Redistribuée parmi Guelph—Wellington, Perth—Wellington—Waterloo, Simcoe-Centre, Wellington—Grey—Dufferin—Simcoe et York—Simcoe |                                                                                                |                                                                                                |                                                                                                |                                                                                                |